# Віламова Олександра Іллівна
Віламова Олександра Іллівна (нар. 1867, Полтава — 22 травня (4 червня) 1913, Ташкент) — українська актриса, дружина Костянтина Ванченка-Писанецького.
У 1886 році закінчила гімназію і поступила до трупи Михайла Старицького. Також працювала у театрах Грицая, Деркача, Суходольського, Ванченка-Писанецького.
Написала п'єси «Мазепа» (за Ю. Словацьким), «Оказія з Мартином Колядою», «В лісі».